# Giuseppe Pulie
Giuseppe Pulie (né le 26 décembre 1964) est un ancien fondeur italien.

## Jeux olympiques
- Jeux olympiques d'hiver de 1992 à Albertville  France:
  -  Médaille d'argent en relais 4 × 10 km.

## Coupe du monde
- Meilleur classement final: 46e en 1993.
- Meilleur résultat: 15e.